# Tanypus
Tanypus är ett släkte av tvåvingar som beskrevs av Johann Wilhelm Meigen 1803. Tanypus ingår i familjen fjädermyggor.

## Dottertaxa tillTanypus, i alfabetisk ordning[1][2]
- Tanypus albolineatus
- Tanypus albus
- Tanypus beringensis
- Tanypus bicoloripennis
- Tanypus bilineata
- Tanypus bilobatus
- Tanypus birmanensis
- Tanypus brevipalpis
- Tanypus brooksi
- Tanypus bruchi
- Tanypus castellanus
- Tanypus catemaco
- Tanypus chinensis
- Tanypus ciliatus
- Tanypus cirratus
- Tanypus clavatus
- Tanypus complanatus
- Tanypus concavus
- Tanypus crassistylus
- Tanypus cvaneomaculatus
- Tanypus debilis
- Tanypus distans
- Tanypus elegantulus
- Tanypus elongatus
- Tanypus excavatus
- Tanypus faeroensis
- Tanypus fasciatus
- Tanypus fiebrigi
- Tanypus flaveolus
- Tanypus flavidella
- Tanypus formosanus
- Tanypus fraterculus
- Tanypus fulvomaculipennis
- Tanypus fulvonotata
- Tanypus fusciclava
- Tanypus fuscofemoratus
- Tanypus fuscus
- Tanypus gracilis
- Tanypus gracillima
- Tanypus grandis
- Tanypus gratus
- Tanypus guttatipennis
- Tanypus himalayae
- Tanypus hirsutus
- Tanypus imperialis
- Tanypus incarnatus
- Tanypus kraatzi
- Tanypus lacustris
- Tanypus languidus
- Tanypus laticalcar
- Tanypus lauroi
- Tanypus lenzi
- Tanypus longiseta
- Tanypus lucidus
- Tanypus luteus
- Tanypus macrochaeta
- Tanypus maculatus
- Tanypus manilensis
- Tanypus masteri
- Tanypus melanurus
- Tanypus memorosus
- Tanypus microcercus
- Tanypus monotomus
- Tanypus murimus
- Tanypus myrmedon
- Tanypus neopunctipennis
- Tanypus neotropicus
- Tanypus nigristilus
- Tanypus nigrocinctus
- Tanypus nubifer
- Tanypus obscurus
- Tanypus pallidicornis
- Tanypus pallidipes
- Tanypus parastellatus
- Tanypus pelargus
- Tanypus photophilus
- Tanypus pictipennis
- Tanypus prionotus
- Tanypus pubitarsis
- Tanypus punctipennis
- Tanypus quadripunctata
- Tanypus riparius
- Tanypus rufus
- Tanypus saltatrix
- Tanypus schineri
- Tanypus scripta
- Tanypus sexmaculata
- Tanypus similima
- Tanypus stellatus
- Tanypus stictolabis
- Tanypus sylvaticus
- Tanypus tanypodipennis
- Tanypus telus
- Tanypus tenebrosus
- Tanypus tenuis
- Tanypus tenuistylus
- Tanypus transversalis
- Tanypus tripunctata
- Tanypus trisema
- Tanypus unifascipennis
- Tanypus unimaculata
- Tanypus vilipennis
- Tanypus villipennis
- Tanypus violaceipennis
- Tanypus virdellus
- Tanypus viridis